# Trencament espontani de simetria

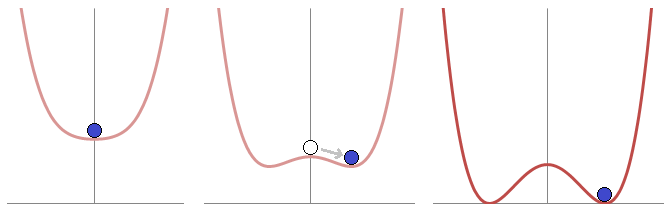
Aquest diagrama il·lustra gràficament el funcionament del trencament espontani de la simetria. A un nivell d'energia prou alt, la bola ocupa el centre (el punt més baix), i el resultat és simètric. A nivells d'energia més petits, el centre esdevé inestable i la bola roda vers el punt més baix, però fent això, passa a ocupar una posició arbitrària i el resultat és que es trenca la simetria. La posició resultant no és simètrica.

El trencament espontani de simetria és un concepte de la física teòrica que té un paper particularment important en el model estàndard en la física de les partícules elementals, el mecanisme de Brout-Englert-Higgs. Es parla de trencament espontani de simetria quan l'estat fonamental, l'estat de menor energia, d'un sistema físic té menys simetries que les equacions subjacents de moviment. Això passa quan en una teoria simètrica, el seu estat fonamental no és únic. (Vegeu la imatge de la dreta)
El concepte també és important en la física de l'estat sòlid, camp en el que va ser utilitzat per primera vegada. El seu origen es troba a la teoria del ferromagnetisme de Heisenberg del 1928, que descrivia les transicions de fase dels materials ferromagnètics al voltant de la temperatura de Curie com una transició d'estats d'ordre vers estats de desordre. L'estat de magnetització espontània dels materials ferromagnètics, per sota de la temperatura de Curie, seria deguda a la correlació o alineació dels spins dels seus àtoms en una mateixa direcció, el material seria un conjunt infinit de dipols magnètics amb spin 1/2, i la interacció entre els dipols veïns tendiria a fer que acabessin alineats. En l'estat fonamental, el de menor energia, els spins es trobarien alineats, la magnetització apuntaria vers una direcció particular, sense respectar la simetria rotacional.
El mecanisme del trencament espontani de simetria electrofeble, conegut com a mecanisme de Brout-Englert-Higgs va ser proposat per Peter Higgs i d'altres físics, de manera simultània, el 1964, proporciona massa als bosons electrofebles, als quarks i als leptons. Steven Weinberg i Abu Ahmad Muhammad Abdus Salam van incorporar el mecanisme de Brout-Englert-Higgs al model estàndard de partícules, unificant les interaccions febles i electromagnètiques de manera que els càlculs de les quantitats observables no donin valors infinits. Aquesta unificació, coneguda com a model Glashow-Weinberg-Salam, va permetre la descoberta dels bosons electrofebles W+, W– i Z a inicis de la dècada dels anys vuitanta.
Quan es va formular el mecanisme de Brout-Englert-Higgs, com a mitjà per dur a terme el trencament de simetria, era merament un instrument teòric necessari per saber l'origen de la massa de les partícules i evitar càlculs amb valors infinits. El mecanisme suposava l'existència del camp i del bosó de Higgs, però no era la única proposta que hi havia per a explicar del trencament de la simetria. Però el 4 de juliol de 2012 es va anunciar el descobriment experimental del bosó de Higgs, Un any més tard, Peter Higgs i François Englert foren guardonats amb el Premi Nobel de Física (2013) per la seva proposta teòrica original.

## Exemples

Gràfic de la funció potencial "barret" de Goldstone

### Barret potencial
Considereu una cúpula simètrica cap amunt amb un abeurador que envolta la part inferior. Si es posa una bola al cim de la cúpula, el sistema és simètric respecte a una rotació al voltant de l'eix central. Però la pilota pot trencar espontàniament aquesta simetria rodant per la cúpula cap a l'abeurador, un punt de menor energia. Després, la pilota s'ha aturat en algun punt fix del perímetre. La cúpula i la bola conserven la seva simetria individual, però el sistema no.

En el model relativista idealitzat més simple, la simetria trencada espontàniament es resumeix mitjançant una teoria de camps escalar il·lustrativa. El lagrangià rellevant d'un camp escalar {\displaystyle \phi }, que bàsicament dicta com es comporta un sistema, es pot dividir en termes cinètics i potencials.

| {\displaystyle {\mathcal {L}}=\partial ^{\mu }\phi \partial _{\mu }\phi -V(\phi ).} | \| \| \| \| \| \| \| \| | (1) |
|                                                                                     |                         |     |
|                                                                                     |                         |     |

### Altres exemples
- Per als materials ferromagnètics, les lleis subjacents són invariants sota rotacions espacials. Aquí, el paràmetre d'ordre és la magnetització, que mesura la densitat del dipol magnètic. Per sobre de la temperatura de Curie, el paràmetre d'ordre és zero, que és espacialment invariant i no hi ha trencament de simetria. Per sota de la temperatura de Curie, però, la magnetització adquireix un valor constant de no desaparició, que apunta en una certa direcció (en la situació idealitzada en què tenim un equilibri total; en cas contrari, la simetria translacional també es trenca). Les simetries rotacionals residuals que deixen invariant l'orientació d'aquest vector romanen ininterrompudes, a diferència de les altres rotacions que no ho fan i, per tant, es trenquen espontàniament.
- Les lleis que descriuen un sòlid són invariants sota el grup euclidià complet, però el propi sòlid descompon espontàniament aquest grup en un grup espacial. El desplaçament i l'orientació són els paràmetres d'ordre.
- La relativitat general té una simetria de Lorentz, però en els models cosmològics FRW, el camp mitjà de 4 velocitats definit mitjançant la mitjana de les velocitats de les galàxies (les galàxies actuen com a partícules de gas a escales cosmològiques) actua com un paràmetre d'ordre trencant aquesta simetria. Es poden fer comentaris similars sobre el fons còsmic de microones.
- Per al model electrofeble, com s'ha explicat anteriorment, un component del camp de Higgs proporciona el paràmetre d'ordre que trenca la simetria del calibre electrofeble amb la simetria del calibre electromagnètic. Com l'exemple ferromagnètic, hi ha una transició de fase a la temperatura electrofeble. El mateix comentari sobre que no tendim a notar simetries trencades suggereix per què vam trigar tant a descobrir la unificació electrofeble.
- En els superconductors, hi ha un camp col·lectiu de matèria condensada ψ, que actua com a paràmetre d'ordre trencant la simetria del calibre electromagnètic.
- Agafeu una vareta de plàstic cilíndrica prima i uniu els dos extrems. Abans del pandeig, el sistema és simètric en rotació i, per tant, és visiblement simètric cilíndricament. Però després d'enganxar-se, sembla diferent i asimètric. No obstant això, les característiques de la simetria cilíndrica encara hi són: ignorant la fricció, no caldria cap força per girar lliurement la vareta, desplaçant l'estat fonamental en el temps i equivalent a una oscil·lació de freqüència de desaparició, a diferència de les oscil·lacions radials en la direcció de la sivella. Aquest mode de rotació és efectivament el bosó Nambu-Goldstone necessari.
- Considereu una capa uniforme de fluid sobre un pla horitzontal infinit. Aquest sistema té totes les simetries del pla euclidià. Però ara escalfeu la superfície inferior de manera uniforme perquè es faci molt més calenta que la superfície superior. Quan el gradient de temperatura sigui prou gran, es formaran cèl·lules de convecció, trencant la simetria euclidiana.
- Considereu una perla en un cèrcol circular que gira al voltant d'un diàmetre vertical. A mesura que la velocitat de rotació augmenta gradualment des del repòs, la perla es mantindrà inicialment en el seu punt d'equilibri inicial a la part inferior del cèrcol (intuïtivament estable, potencial gravitatori més baix). A una certa velocitat de rotació crítica, aquest punt esdevindrà inestable i la perla saltarà a un dels altres dos equilibris de nova creació, equidistants del centre. Inicialment, el sistema és simètric respecte al diàmetre, però després de passar la velocitat crítica, el taló acaba en un dels dos nous punts d'equilibri, trencant així la simetria.
- L'⁣experiment de dos globus és un exemple de trencament de simetria espontània quan els dos globus s'inflen inicialment a la pressió màxima local. Quan una mica d'aire flueix d'un globus a l'altre, la pressió dels dos globus baixarà, fent que el sistema sigui més estable en estat asimètric.

## En física de partícules
En física de partícules, les partícules mediadores o portadores de força s'especifiquen normalment mitjançant equacions de camp amb simetria gauge ; les seves equacions prediuen que determinades mesures seran les mateixes en qualsevol punt del camp. Per exemple, les equacions de camp podrien predir que la massa de dos quarks és constant. La resolució de les equacions per trobar la massa de cada quark podria donar dues solucions. En una solució, el quark A és més pesat que el quark B. En la segona solució, el quark B és més pesat que el quark A en la mateixa quantitat. La simetria de les equacions no es reflecteix per les solucions individuals, sinó que es reflecteix pel rang de solucions.
Una mesura real només reflecteix una solució, que representa una ruptura en la simetria de la teoria subjacent. "Ocult" és un terme millor que "trencat", perquè la simetria sempre hi és en aquestes equacions. Aquest fenomen s'anomena trencament de simetria espontània (SSB) perquè res (del que sabem) trenca la simetria de les equacions. :194–195 Per la naturalesa de la ruptura de simetria espontània, diferents parts de l'Univers primerenc trencarien la simetria en diferents direccions, donant lloc a defectes topològics, com ara parets de domini bidimensionals, cordes còsmiques unidimensionals, monopols zero-dimensionals i/o textures en funció del grup d'homotopia rellevant i de la dinàmica de la teoria. Per exemple, la ruptura de la simetria de Higgs pot haver creat cordes còsmiques primordials com a subproducte. La ruptura hipotètica de la simetria GUT produeix genèricament monopols, creant dificultats per a GUT tret que els monopolis (juntament amb qualsevol paret del domini GUT) siguin expulsats del nostre Univers observable a través de la inflació còsmica.

## En física de matèria condensada
La majoria de les fases de la matèria es poden entendre a través de la lent del trencament de simetria espontània. Per exemple, els cristalls són matrius periòdiques d'àtoms que no són invariants en totes les traduccions (només sota un petit subconjunt de traduccions per un vector de gelosia). Els imants tenen pols nord i sud que estan orientats en una direcció específica, trencant la simetria de rotació. A més d'aquests exemples, hi ha tota una sèrie d'altres fases de la matèria que trenquen la simetria, incloses les fases nemàtiques de cristalls líquids, ones de densitat de càrrega i espín, superfluids i molts altres.
Hi ha diversos exemples coneguts de matèria que no es poden descriure mitjançant la ruptura de simetria espontània, incloent les fases de la matèria ordenades topològicament, com els líquids Hall quàntics fraccionats i els líquids d'espín . Aquests estats no trenquen cap simetria, sinó que són fases diferents de la matèria. A diferència del cas del trencament de simetria espontània, no hi ha un marc general per descriure aquests estats.

## Premi Nobel
El 7 d'octubre de 2008, la Reial Acadèmia Sueca de Ciències va atorgar el Premi Nobel de Física 2008 a tres científics pel seu treball en la ruptura de la simetria de la física subatòmica. Yoichiro Nambu, de la Universitat de Chicago, va guanyar la meitat del premi pel descobriment del mecanisme de la simetria trencada espontània en el context de les interaccions fortes, concretament la ruptura de la simetria quiral. Els físics Makoto Kobayashi i Toshihide Maskawa, de la Universitat de Kyoto, van compartir l'altra meitat del premi per descobrir l'origen de la ruptura explícita de la simetria CP en les interaccions febles. Aquest origen depèn, en última instància, del mecanisme de Higgs, però, fins ara s'ha entès com una característica dels acoblaments de Higgs, no un fenomen de simetria trencat espontàniament.